# 지소국민학교 노래분교
지소국민학교 노래분교는 경상북도 청송군 안덕면 노래리에 있었던 국민학교 분교이다.

## 연혁
- 일자미상 지소국민학교 노래분교 설립 인가
- 1961년 5월 3일 노래분교장 개교
- 1992년 2월 28일 폐교 및 지소국민학교 통폐합